# Maison de Vichy
Pour les articles homonymes, voir Vichy (homonymie).
La maison de Vichy est une famille noble d'ancienne chevalerie originaire du Bourbonnais. Elle s'est éteinte au XXe siècle.

## Histoire
Elle tenait rang parmi les barons de cette province dès le milieu du XIe siècle. Elle tire son nom de la ville et chatellenie de Vichy située sur les confins de la Basse-Auvergne, célèbre pour ses eaux minérales. Outre ce riche apanage qu'elle cède en 1343 aux comtes de Bourbon-la-Marche à la cour desquels elle remplissait les principales dignités, elle possédait les sireries ou baronnies de Busset, d'Abrest et de Cusset. Elle s'est éteinte en 1918.

## Personnalités
La première personne connue de la maison de Vichy est Théodebert, seigneur de Vichy et bienfaiteur de l'abbaye de Saint-Rigaud fondée vers 1065.
Mais c'est à partir de Geoffroy de Vichy, marié en 1165, que la filiation est connue de façon interrompue : Guillaume de Vichy, Robert de Vichy, Damas de Vichy qui accompagne Saint -Louis lors de la septième croisade (1248), et reçoit la seigneurie de Ligny-en-Brionnais, où sera construit le château de Chamron, Raoul de Vichy, Guillaume II de Vichy qui reçut en 1370 l'Ordre du chardon béni de Louis II duc de Bourbonnais, Smaragde de Vichy épouse en 1387  Maurin de Tourzel, dit Maurinot, conseiller et chambellan du roi Jean II le Bon et de Jean, duc de Berri.
- Gaspard Nicolas de Vichy (1699-1781), maréchal de camp en 1743
- Madame du Deffand (1696-1780), épistolière et salonnière, sœur du précédent
- Roch-Étienne de Vichy (1753-1829), évêque de Soissons puis d'Autun, aumônier de la reine Marie-Antoinette, pair de France
- Abel Claude de Vichy-Champrond (1765-1832), député de Saône-et-Loire

## Alliances
Les principales alliances de la maison de Vichy sont les familles de Lévis (1165, 1803), de Simiane (1599), de Foudras (1526, 1547),  d'Albon (1630, 1739), de La Roche Aymon (1666), de Polignac (1491), de Pompadour (1557), de Reclesnes (1606), de Thélis (1711), de Semallé (1858), Garnier de Labareyre (1862).

### Sources et bibliographie
- Jean-Baptiste-Pierre Jullien de Courcelles, Histoire généalogique et héraldique des pairs de France : des grands dignitaires de la couronne, des principales familles nobles du royaume et des maisons princières de l'Europe, précédée de la généalogie de la maison de France, vol. 12 vol., 1822-1833 [détail de l’édition], tome 4, p. 48 et suiv.
- Joseph Sandre, « La maison de Vichy », dans Annales de l'Académie de Mâcon, tome XX, 1916-1917, [lire en ligne]